# Vianinha (pão)

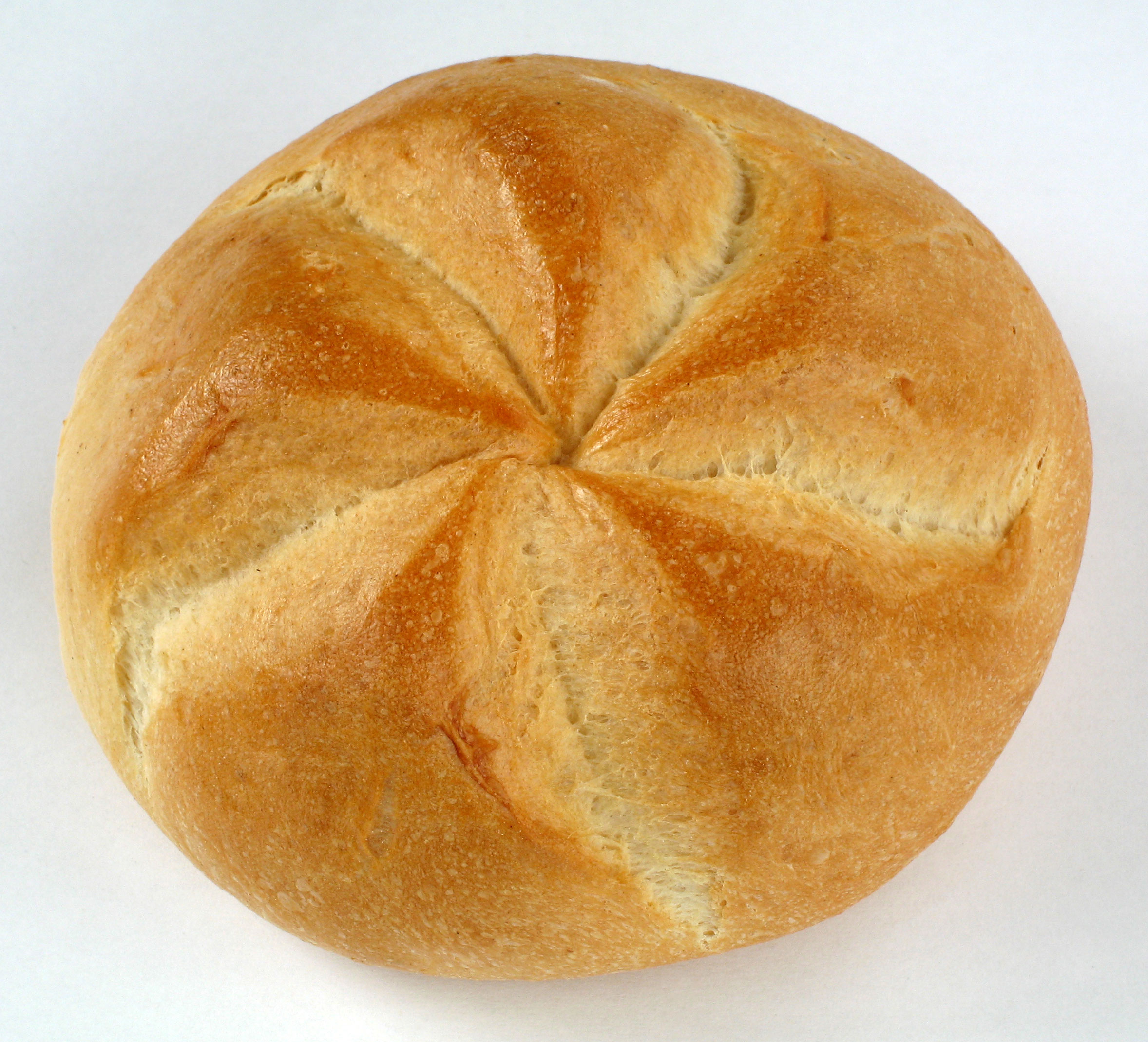
Kaisersemmel

Vianinha ou viana é o nome como é conhecido em Portugal um pequeno pão de trigo com um miolo branco, compacto, e uma crosta estaladiça, normalmente cortada por cima, antes de ir ao forno, para ficar com a forma duma flor;  é originária de Viena, onde é conhecida como "Wiener Kaisersemmel", ou "pão-do-imperador", em honra do imperador Francisco José I da Áustria, enquanto que na Polónia se chama "kajzerka", na Eslovénia "kajzerica", e na Croácia, Itália e Hungria "császárzsemle", todos países que eram parte do Império Austro-Húngaro;  nos EUA e Canadá é conhecido como "Kaiser roll" ou "Vienna roll". 
"Semmel" (do latim "simila", ou farinha de trigo, que deu origem à semolina) é o nome geral para pequenos pães redondos ou de forma aproximada, tanto na Áustria, como na Baviera; noutras regiões da Alemanha, a palavra equivalente é "Brötchen". Em Portugal, são conhecidos por vários nomes locais, mas uma palavra popular é paposseco; no Brasil, o nome mais geral é pão francês.

## Variantes

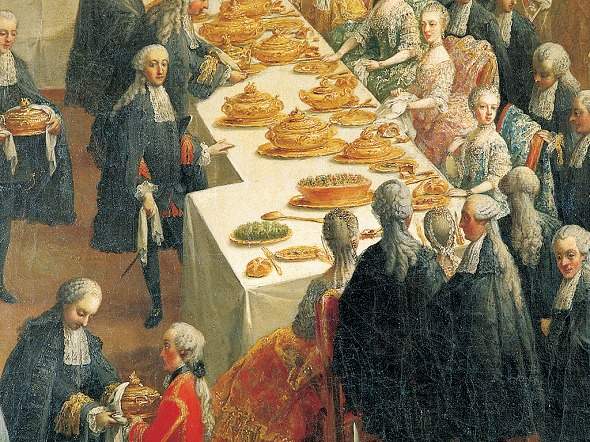
Kaisersemmel num banquete de Maria Teresa da Áustria, cerca de 1760, duma pintura de Martin van Meytens.

Apesar de ser considerado um alimento tradicional da Áustria, o "Kaisersemmel" e as variedades que se tornaram populares em muitos países, aceitam muitas variantes. Em Portugal, uma variedade industrializada aceita uma mistura de farinhas de trigo e de centeio. Numa receita dos EUA, os pãezinhos são pincelados por cima com clara de ovo e salpicados com sementes de papoila ou de gergelim, antes de serem cortados da forma tradicional para irem ao forno; apesar da norma para o "Kaisersemmel" não incluir sementes, existem algumas variantes de "Semmel" que são confecionadas com pevides de abóbora ou sementes de girassol.
Mas a variante principal na Áustria é o "Handsemmel", ou seja, o pãozinho feito manualmente, que é um standard do "Codex Alimentarius Austriacus". A vianinha é um ingrediente indispensável no pequeno-almoço austríaco, consumida com manteiga e geleia, e muitas vezes usada em sanduíches, incluindo hambúrgueres, recheada com "Leberkäse" ou "Extrawurst" e pepinos em picles, tomando o nome "Wurstsemmel" (pão-de-salsicha), ou com um "Wiener Schnitzel" ("Schnitzelsemmel"). Outra alegada variante, popular nos EUA, é o "kummelweck" (também grafado "kimmelweck" or "kümmelweck"), uma sanduíche de carne de vaca, normalmente rosbife, servida num pãozinho, cuja massa leva puré de batata, salpicado com sal grosso e frutos de alcaravia (não é exatamente um kaiser roll).